# Anita Louise

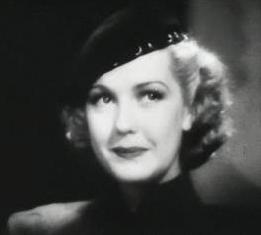
Anita Louise

Anita Louise (rozená Anita Louise Fremault; 9. ledna 1915 New York – 25. dubna 1970 Los Angeles) byla americká filmová a televizní herečka, nejlépe známá díky svým rolím ve filmech Sen noci svatojánské (1935), Život Louise Pasteura (1935), Anthony Adverse (1936), Marie Antoinetta (1938) a Malá princezna (1939). 

## Kariéra

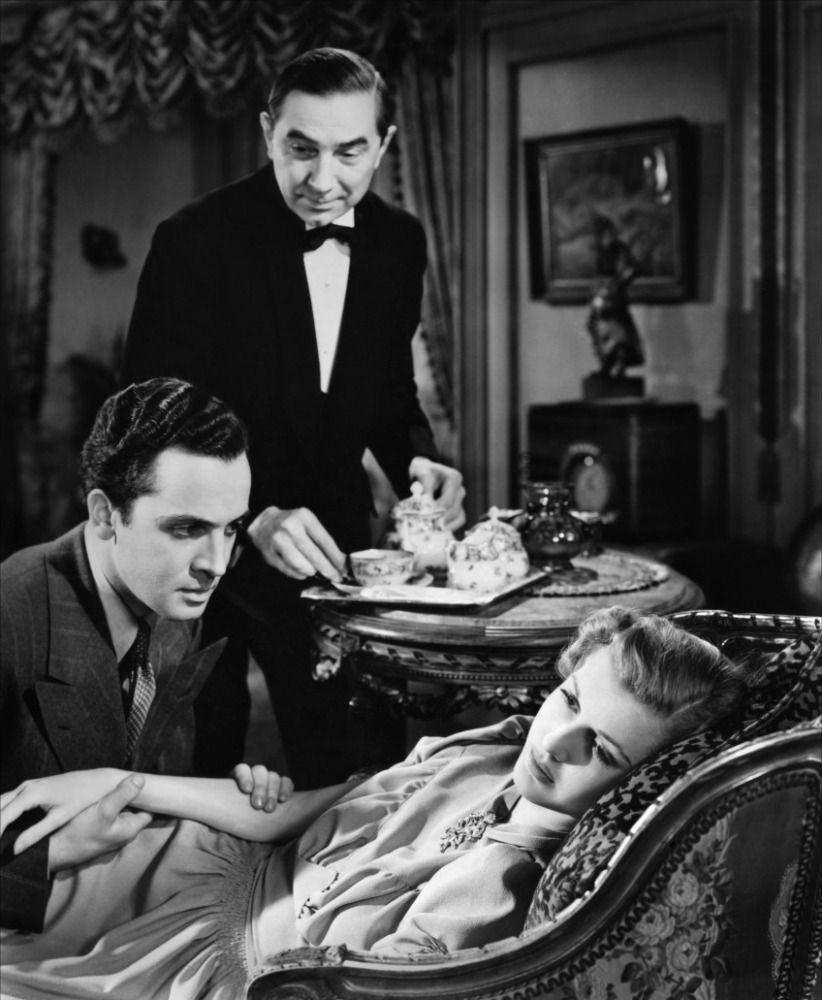
Edward Norris, Bela Lugosi, Anita Louise ve filmu The Gorilla (1939)

Herecký debut si odbyla na Broadwayi ve věku sedmi let ve hře Peter Ibbetson. V roce 1922 se objevila ve filmu Down to the Sea in Ships. Svou první titulkovanou roli získala v devíti letech ve filmu The Sixth Commandment (1924). V roce 1929 upustila od svého příjmení a začala se uvádět pouze pod křestním jménem a druhým jménem.
Jak její postavení v Hollywoodu rostlo, byla jmenována WAMPAS Baby Star. Její reputaci posílily také její večírky, které pořádala pro hollywoodskou smetánku a které byly široce a pravidelně komentovány v médiích.
Mezi její filmové úspěchy patří Madame Du Barry (1934), Sen noci svatojánské (1935), Život Louise Pasteura (1935), Anthony Adverse (1936), Marie Antoinetta (1938), The Sisters (1938) a Malá princezna (1939).
Ve 40. letech byla obsazována převážně do vedlejších rolí a její filmová kariéra začala zpomalovat. Mezi její filmy z tohoto období patří Casanova Brown (1944), Nine Girls (1944), The Bandit of Sherwood Forest (1946), Blondie's Big Moment (1947) a Bulldog Drummond at Bay (1947). Naposledy se objevila ve válečném filmu Retreat, Hell! z roku 1952.
Když se její role zmenšily, hrála jen sporadicky, dokud jí 50. léta a nástup televize neposkytly další příležitosti. V letech 1956 až 1957 hrála Nell McLaughlin v televizním seriálu My Friend Flicka, kde s ní hráli Johnny Washbrook, Gene Evans a Frank Ferguson. V roce 1957 byla hostitelkou pořadu Theater Time na ABC-TV. Moderovala také pořady The United States Steel Hour (1962) a Playhouse 90 (1957). Její poslední televizní vystoupení bylo v epizodě seriálu The Mod Squad z roku 1970.

## Osobní život
Louise se narodila 9. ledna 1915 v New Yorku jako dcera Louise a Ann Fremaultových. Navštěvovala Professional Children's School.
Její manžel, filmový producent Buddy Adler, kterého si vzala 18. května 1940, zemřel v roce 1960. Měli spolu dvě děti. V roce 1962 se provdala za Henryho Bergera.
Byla republikánka a podporovala kampaň Dwighta Eisenhowera během prezidentských voleb v roce 1952.
Louise zemřela na mrtvici ve věku 55 let, 25. dubna 1970 v Los Angeles v Kalifornii. Byla pohřbena vedle Adlera v Forest Lawn Memorial Park v Glendale v Kalifornii.
Louise má hvězdu na Hollywoodském chodníku slávy na adrese 6821 Hollywood Boulevard, jako uznání za její přínos filmu.